# Videle
Videle is een stad (oraș) in het Roemeense district Teleorman. De stad telt 11.735 inwoners (2007).